# Alpens
Alpens település Spanyolországban, Barcelona tartományban. Lakosainak száma 270 fő (2024).

## Földrajza
Alpens Borredà, Sant Agustí de Lluçanès, Sora, Les Llosses és Lluçà községekkel határos.

## Népesség
A település lakosságának változását az alábbi diagram mutatja:
| Lakosok száma | 331  | 486  | 494  | 417  | 250  | 290  | 311  | 300  | 266  | 270  |
|               | 1717 | 1887 | 1936 | 1960 | 1986 | 2004 | 2009 | 2014 | 2019 | 2024 |